# アンソニー・サレルノ
アンソニー・サレルノ（Anthony "Fat Tony" Salerno, 1911年5月1日 - 1992年7月27日）はアメリカ合衆国のマフィア。1970年代から1986年に裁判で有罪判決が下されるまでジェノヴェーゼ・ファミリーのフロントボスだった人物である。生前は葉巻とソフト帽を好んで使用していた。彼のニックネームである「ファット・トニー」とは彼が肥満体だったことからきている。

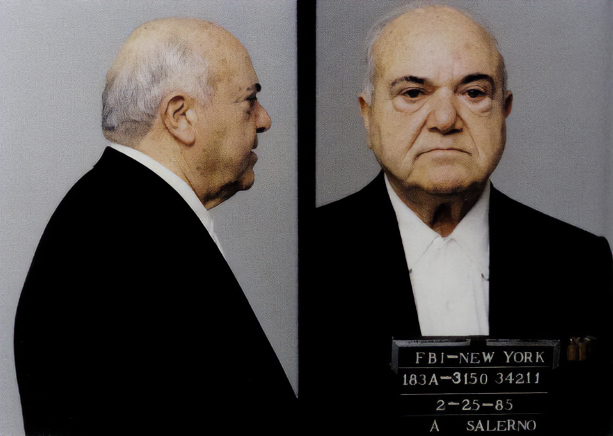
アンソニー・サレルノ

## 初期の人生
ニューヨークのイーストハーレムで生まれ育つ。成人してまもなくジェノヴェーゼ・ファミリーの一員となり、ナンバーズ賭博、高利貸し、ショバ代の取立て等、様々な犯罪稼業に手を染めていった。組織内でのランクが上がっていくとハーレムでのナンバーズ賭博及び高利貸しにより、年間5,000万ドルの収益を稼いでいた。
この時期、ハーレムではラテン系やアフリカ系ギャングの勢力が台頭し古くからのイタリア系ギャングらはこの地域から退去していったが、サレルノはイーストハーレムにある彼の根城であるパルマ・ボーイズ・ソシアル・クラブから本部を他所へ移そうとはしなかった。

## ファミリーサクセス
1970年代から80年代にかけて、サレルノはいくつかの拠点を持つようになった。フロリダ州マイアミビーチの邸宅、ニューヨーク州ラインベックに100エーカーの土地と馬の飼育場、マンハッタン区グラマシーパークのアパートなど、そしてその間にファミリーの相談役、副ボス、そしてボスの代理及び表向きの公式なボス(Front boss)を務めるようになっていた。
1978年、サレルノは違法賭博及び脱税の罪により、懲役6ヶ月の判決を受けた。その後、1981年の始め頃、一時的な発作を起こし、体調回復の為、ラインベックの邸宅で療養生活を送った。発作を起こした時、彼はファミリーの副ボスの地位にいた。その後、体調が回復し、ボスだったフランク・ティエリが1981年3月31日に死亡すると、彼はファミリーのボスの座についた。

## 見せかけのボス
ジェノヴェーゼのボスとなったサレルノだったが、彼の右腕であり後に当局への情報提供者となったヴィンセント・カファーロによれば、公式のボスの座に着いたサレルノにはボスとしての権限は無く、彼はファミリーの単なる「表看板」だったに過ぎないと語っている。
また、ファミリーの事実上の支配権は1969年にヴィト・ジェノヴェーゼが死亡後、フィリップ・ロンバルドが握っており、数年に渡りロンバルドは司法当局及び他のファミリーからの監視の目を欺く為、代理ボスやフロント・ボスを立ててファミリー内部での自分の地位を悟られないようにしていた。そして、その間に自分の後継者にヴィンセント・ジガンテを指名し、ジカンテにファミリーのリーダーとしての教育を施していた。
カファーロによれば、サレルノがファミリーのフロント・ボスになったのは、ジガンテを監視の目から守る為だった。

## コミッション裁判
1985年、サレルノに最終的な法の手が伸びてきた。1985年2月25日、サレルノ及び8人のニューヨーク・マフィアのボス達は起訴された。いわゆるコミッション裁判である。1986年9月、裁判は始まり、3ヶ月続いた裁判は11月19日に結審した。裁判の結果、サレルノらはRICO法の適用により有罪とされ、他の6人の被告らと共に懲役100年の刑を下された。

## 懲役と死
1986年10月、フォーチュン誌は75歳になったサレルノをアメリカで最も有力で裕福なギャングに指名した。この評価に異議を唱える人々は多いが、アメリカで最も裕福なギャングの一人であったことは間違いないとされている。
刑務所内でのサレルノは糖尿病が悪化し、さらに前立腺癌の疑いも持たれるようになった。1992年7月、ミズーリ州スプリングフィールドにある連邦刑務所内の医療センターにて81歳で死去。死因は卒中であり、死去の際、彼の側には家族もおらず孤独な死だったという。その後、遺体はニューヨーク州ブロンクス区スロッグス・ネックにあるセント・レイモンド墓地に埋葬された。